# 萨缪尔·加德纳·德雷克
萨缪尔·加德纳·德雷克（1798年10月11日—1875年6月14日），美国收藏家、历史学家。生于新罕布什尔州皮茨菲尔德，1818年成为小学教师，6年后在波士顿开设私人书店。1843年协助创立新英格兰历史家系学会，1847年至1872年担任学会刊物《记录》的主编。1858至1860年曾出国调查以筹备他的新英格兰通史，然而未完成。逝世于波士顿。
1832年的《印第安人传记》是德雷克的处女作，他的其他作品还有《波士顿的历史和古代文物》（1856）、《新英格兰的巫术蛊惑》（1866）、《新英格兰及邻近地方法国与印第安人五年战争特史》（1870）等等。他还编有马瑟、哈伯德等人所著的新英格兰史著作。